# XHTML Mobile Profile
XHTML Mobile Profile (XHTML MP) is een opmaaktaal speciaal bedoeld voor mobiel internet op mobiele telefoons en PDA's. De XHTML MP-specificatie wordt onderhouden door het Open Mobile Alliance (OMA).
XHTML Mobile Profile is opgebouwd uit de modules volgens de modularisatie van XHTML en is een deelverzameling van XHTML 1.1 gebaseerd op XHTML Basic. XHTML MP wordt meestal gebruikt samen met Wireless CSS (WCSS) en ECMAScript Mobile Profile (ESMP).
XHTML MP 1.0 heeft naast de modules van XHTML Basic ook ondersteuning voor:
- Formulieren (gedeeltelijk)
  - fieldset en optgroup tags
- Presentatie (gedeeltelijk)
  - b, big, hr, i en small tags
- Stijlbladen
  - style element en style attribuut

XHTML MP 1.1 biedt daarnaast ook ondersteuning voor scripts, vooral ECMAScript Mobile Profile (ESMP)
XHTML MP 1.2 biedt volledige ondersteuning voor XHTML-formulieren en ondersteuning voor het object-element.

## Voorbeeld
Een XHTML Mobile Profile-pagina kan er als volgt uitzien:
```
<?xml version="1.0" encoding="utf-8"?>
<!DOCTYPE html PUBLIC "-//WAPFORUM//DTD XHTML Mobile 1.0//EN"
  "http://www.wapforum.org/DTD/xhtml-mobile10.dtd">
<html>
  <head>
    <title>Een XHTML Mobile Profile document</title>
  </head>
  <body>
    <p style="color: red;">Dit is een rode paragraaf.</p>
  </body>
</html>
```

Er is echter een alternatieve DTD beschikbaar van Openwave , deze heeft enkele uitbreidingen ten opzichte van de normale XHTML Mobile Profile. 
```
<?xml version="1.0" encoding="utf-8"?>
<!DOCTYPE html PUBLIC "-//OPENWAVE//DTD XHTML Mobile 1.0//EN"
"http://www.openwave.com/dtd/xhtml-mobile10.dtd">
<html>
  <head>
    <title>Een XHTML Mobile Profile document</title>
  </head>
  <body>
    <p style="color: red;"><u>Dit is een rode onderstreepte paragraaf.</u></p>
  </body>
</html>
```